# Notre-Dame-d'Épine
Notre-Dame-d'Épine is een gemeente in het Franse departement Eure (regio Normandië) en telt 75 inwoners (2009). De plaats maakt deel uit van het arrondissement Bernay.

## Geografie
De oppervlakte van Notre-Dame-d'Épine bedraagt 1,7 km², de bevolkingsdichtheid is dus 44,1 inwoners per km².
De onderstaande kaart toont de ligging van Notre-Dame-d'Épine met de belangrijkste infrastructuur en aangrenzende gemeenten.

## Demografie
Onderstaande figuur toont het verloop van het inwonertal (bron: INSEE-tellingen).